# Tüskéscápafélék
A tüskéscápafélék (Squalidae) a porcos halak osztályába és a tüskéscápa-alakúak rendjébe tartozó család.

## Rendszerezésük
A családot Charles Lucien Jules Laurent Bonaparte francia természettudós írta le 1834-ban, az alábbi nemek tartoznak ide:
- Cirrhigaleus Tanaka, 1912 - 3 faj
- Squalus Linnaeus, 1758 - 27 faj